# Haakon Sörvik
Haakon Abraham Sörvik (Göteborg, 1886. október 31. – Göteborg, 1970. május 30.) olimpiai bajnok svéd tornász.
Részt vett az 1908. évi nyári olimpiai játékokon, egy torna versenyszámban, a csapat összetettben és a svéd válogatottal aranyérmes lett.
Klubcsapata a Göteborgs GF volt.
Testvére, Birger Sörvik vele együtt lett olimpiai bajnok. Másik testvére, Leif Sörvik evezős olimpikon volt.